# ميتشام وموردن (دائرة انتخابية في المملكة المتحدة)
ميتشام وموردن (بالإنجليزية: Mitcham and Morden)‏ هي إحدى الدوائر الانتخابية في المملكة المتحدة الممثلة في مجلس العموم في برلمان المملكة المتحدة.
عضو البرلمان الذي يمثلها حالياً هو :Siobhain McDonagh (Lab).